# IMT-2000
Pour les articles homonymes, voir IMT.
IMT-2000 est le sigle choisi à la fin des années 1990 par l'Union internationale des télécommunications (UIT) pour désigner les cinq technologies d'accès radio des réseaux cellulaires de la troisième génération de téléphonie mobile (3G) qui sont retenues parmi les dix technologies proposées par les différents organismes de standardisation des membres de l'UIT.
IMT-2000 est le résultat d'une collaboration globale entre de nombreuses entités internes à l'UIT (UIT-R et UIT-T), et extérieures (3GPP, 3GPP2, WiMAX Forum, etc.)
Ces cinq standards, qui constituent la recommandation ITU-3 M.1457, sont :
- IMT-DS (Direct-Sequence) ou W-CDMA (ou encore UTRA-FDD), utilisé dans les réseaux UMTS ;
- IMT-MC (Multi-Carrier) ou CDMA 2000 ;
- IMT-TD (Time Division), qui comprend TD-CDMA et TD-SCDMA. Ils sont standardisés par le 3GPP sous le nom d'UTRA TDD-HCR (3,84 Mcps, bande passante de 5 MHz, interface radio TD-CDMA) et UTRA TDD-LCR (1,28 Mcps, bande passante 1,6 MHz, interface radio TD-SCDMA) ;
- IMT-SC (Single Carrier) ou UWC ;
- IMT-FT (Frequency Time) ou DECT.

Un sixième standard "IP-OFDMA" a été rajouté par l'UIT le 22 octobre 2007. À la suite de cette décision, le WiMAX fait désormais partie intégrante des technologies IMT-2000.
Au début des années 2010, l'UIT a introduit le sigle IMT-Advanced (en) pour définir les critères de performances correspondant aux réseaux mobiles de 4e génération (4G). 
En mai 2015, l'UIT a créé le groupe de travail IMT-2020 pour définir le cadre des nouvelles technologies 5G. 